# فارا فیلیوروم پتری
فارا فیلیوروم پتری (به ایتالیایی: Fara Filiorum Petri) یک کومونه در ایتالیا است که در استان کییتی واقع شده‌است.

## خصوصیات
فارا فیلیوروم پتری ۱۸۴ کیلومترمربع مساحت و ۱٬۹۲۵ نفر جمعیت دارد و ۲۲۷ متر بالاتر از سطح دریا واقع شده‌است.

## خواهرخوانده
شهرهای Macaé، Santa Maria da Feira Municipality و Monteroni di Lecce خواهرخوانده‌های فارا فیلیوروم پتری هستند.